# ノンフィクション
ノンフィクション（英: non-fiction）とは、史実や記録に基づいた文章や映像などの作品。また、その形態。ドキュメンタリーやインタビューなど多肢にわたる。

## 意義
ノンフィクションは本来はフィクション以外の書籍のジャンル全般をいう一般名詞であった。ノンフィクションの語が使われるようになったのは20世紀の初めとされ、最初は雑誌がベストセラーを発表する際にフィクションとノンフィクションに二分したもので出版業界用語であった。
ノンフィクションは特にルポルタージュや調査報道作品を指すジャンル名として用いられるようになっている。
日本では筑摩書房が1960年4月から月刊で刊行を始めた全50巻の『世界ノンフィクション全集』によって消極的な定義で捉えられていた「ノンフィクション」が具体的なものになっていったと指摘されている。作家の余技としてでなく、ノンフィクション・ライターが登場するようになったのは1960年代から1970年代にかけてである。雑誌社系の週刊誌の登場で、チーム取材による特集記事が需要が生まれ、文学者の余技ではない無名のライターによるノンフィクションの記事が成立した。
武田徹は2020年の著書で、比較的客観報道に近い部類を「ルポルタージュ」、アメリカ合衆国のニュー・ジャーナリズムの影響を受けて物語性を強くした部類を「ノンフィクション」と区別した。

## 主なノンフィクションの賞
- ピューリッツァー賞 一般ノンフィクション部門
- 大宅壮一ノンフィクション賞
- 講談社ノンフィクション賞
- 小学館ノンフィクション大賞
- 新潮ドキュメント賞
- 開高健ノンフィクション賞
- 潮ノンフィクション賞